# Parambassis bistigmata
Parambassis bistigmata is een straalvinnige vissensoort uit de familie van de Aziatische glasbaarzen (Ambassidae). De wetenschappelijke naam van de soort is voor het eerst geldig gepubliceerd in 2012 door Geetakumari.